# Pi4 Orionis
Pour les articles homonymes, voir Pi Orionis.
Désignations
Pi4 Orionis (π4 Ori / π4 Orionis) est une étoile binaire de la constellation d'Orion. Elle est visible l'œil nu avec une magnitude apparente de 3,69 et elle fait partie de la série d'étoiles qui partagent la désignation de Bayer Pi Orionis. D'après la mesure de sa parallaxe annuelle par le satellite Hipparcos, le système est situé à environ 1 050 années-lumière de la Terre. Il s'éloigne du Système solaire à une vitesse radiale de +24 km/s.
Pi4 Orionis est une binaire spectroscopique avec une période orbitale de 9,5 jours et une excentricité faible de 0,03. Sa composante visible est une étoile géante bleue de type spectral B2 III, dont le spectre montre un fort appauvrissement en élément du bore. L'étoile est environ 11 fois plus massive que le Soleil et elle est estimée être âgée de 15,4 millions d'années. Elle tourne sur elle-même à une vitesse de rotation projetée de 38 km/s. Le rayon de l'étoile est 9,1 fois plus grand que le rayon solaire, elle est plus de 19 700 fois plus lumineuse que le Soleil et sa température de surface est de 21 874 K.